# Klederdracht- en Visserijmuseum
Het Klederdracht- en Visserijmuseum is gevestigd aan de Kerkstraat 20 achter de Noorderkerk in het Utrechtse dorp Spakenburg.
Het museum ontstond in 1962, na een tentoonstelling van poppen in Spakenburgse en Bunschoter klederdracht. De tentoonstelling werd gehouden in de zalen achter de Noorderkerk.
De collectie omvat inmiddels meer dan 120 poppen, die de historie en tradities in de dracht laten zien. Naast originele, dagelijkse kleding omvat de collectie ook dooppakken, huwelijksdracht en rouwkleding. Ook worden er kralentassen, zilverwerk, handbeschilderde kraplappen en porselein getoond.
In het museum staat een collectie opgesteld van 20 modellen miniatuurbotters, alsmede visnetten en andere gebruiksvoorwerpen rondom de visserij.
Tevens zijn er miniatuuropstellingen van lokale dorpstafereeltjes, zoals een schoolklas, een petroleumhandelaar en een visserijbedrijf. In het museum is ook een quilttentoonstelling te bezichtigen.